# 芙蓉市

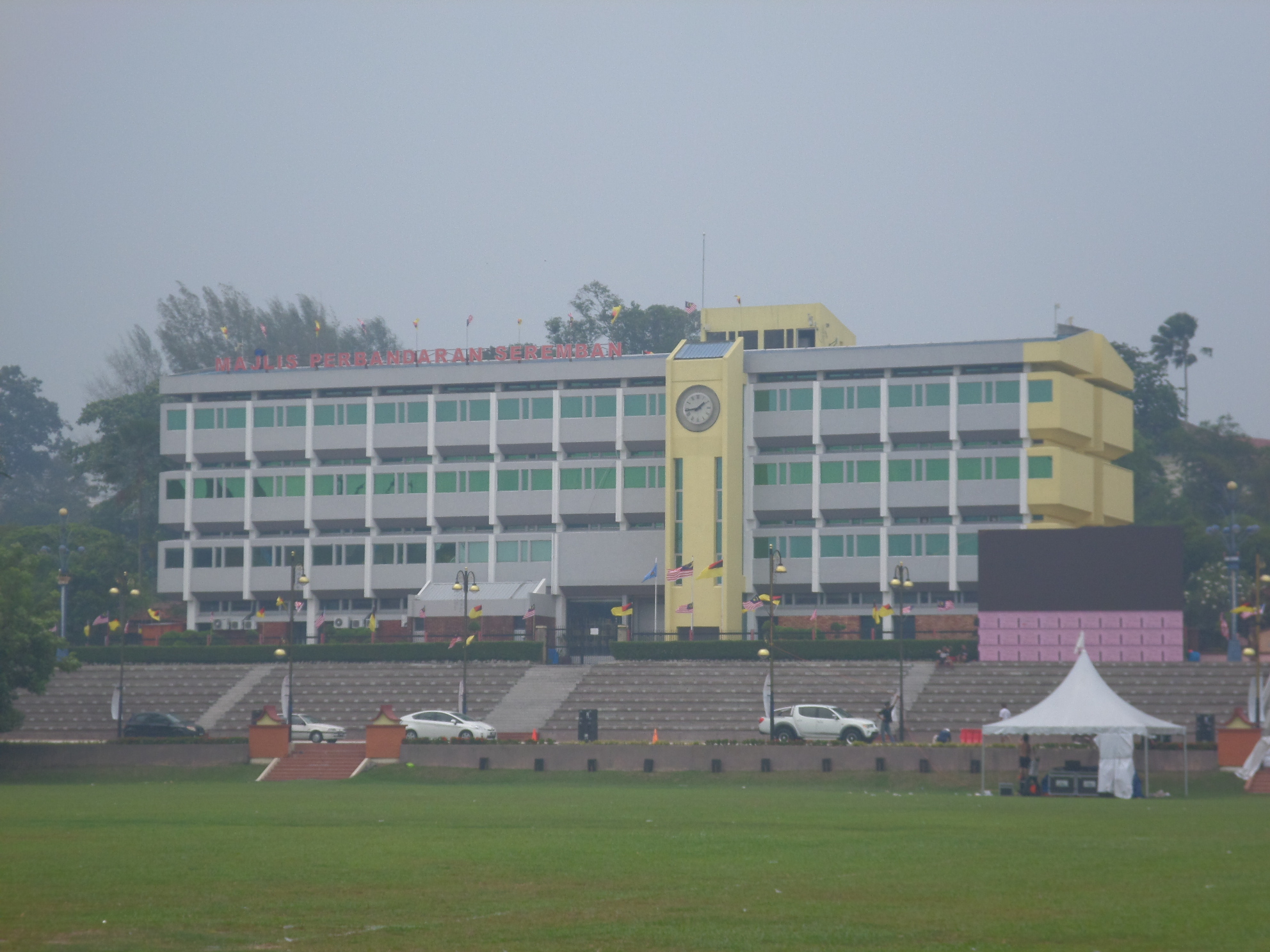
芙蓉市政厅

芙蓉（米南加保語：Soghomban），是位於馬來西亞南部的一個城鎮，也是該國森美蘭州的首府兼芙蓉縣的縣城。
芙蓉市的華語譯名「芙蓉」源自舊稱「双溪烏絨」（馬來語：、本意為「末端的河流」）當中一詞的粵語音譯。加上該市境內的許多住宅區都以花卉來命名，故也被當地華人暱稱為「花城」。2004年，該市舉辦了第10屆馬來西亞運動會。
芙蓉新城是因芙蓉舊市（即舊城區）達到飽和程度，而由芙蓉市議會（Majlis Perbandaran Seremban）決定計劃另建的新區，稱「芙蓉新區」（Seremban 2）。

## 统计
芙蓉是华人的主要传统聚居地之一，到70年代时华人仍占芙蓉区人口的多数，为当地主要族裔之一。华裔之间多以华语和粤语交谈。现在芙蓉市华人的比例是约45%。

## 歷史
芙蓉舊稱双溪烏绒（Sungai Ujong），是在森美兰九州府中，产锡最多的一小州。
自17世紀中葉，即開始有華商在此採錫。到了1859年，芙蓉出現第一位華人甲必丹盛明利。後來葉致英、葉亞來等均在此擔任過甲必丹。
18世紀中葉，拿督克蘭那（Dato'Kelana）被推舉为双溪芙蓉的酋长(Undang)，與此同时，还有另一位拿督达都·班达（Dato'Bandar）也被推舉為酋长。双方為了向華人抽取錫米稅及保護費展开了械鬥。
當時，芙蓉最發達的地方是採礦區亞沙，寧宜河（Sungai Linggi）是主要贸易水路，直通馬六甲。
芙蓉的馬來文地名Seremban由來，與中國南來的華僑有很大關係。
芙蓉市議會官網記載，芙蓉早期稱為雙溪烏絨（Sungai Ujong），後來隨著越來越多僑民湧至雙溪烏絨謀生和經商而熱鬧起來。
在芙蓉火車站附近，當時華僑在空閒時，流行用小石子玩起一種叫“Sarimban”的傳統遊戲，結果，這個玩意過後相信被人朗朗上口叫起後成為了地名。

## 區域劃分

### 市區 (Bandaraya）
市區指的是從Jalan Dr. Tun Ismail（沙都口）一直沿着到Jalan Rahang（拉杭路）周边的区域。市區由於大部分建築物都保留著英殖民時期的街道和面貌，同时大多数新型商业区都聚焦在新城区（Seremban 2），所以市区也被居民稱作“老城区”。老城区主要有:
- 芙蓉中华中学

- 芙蓉大巴刹

位于利民律(Jalan Tuanku Munawir)的一个平民市集。芙蓉大巴刹于1979年正式启动，其旧址在现今的Jalan Dato Abdul Malek（以前称作Market Road）。巴刹分为两层，底层主要为贩卖水果、蔬菜、肉类、海鲜、米面粮油以及佐餐等等食材的区域；而楼顶则是饮食中心，为本地和外地人寻找美食的其中一个据点。
- 芙蓉文化街（Sungai Ujong Walk）

位于Jalan Murusuge和萧隆兴街（Jalan Siow Loong Hin）一个文化街，为州政府为了在芙蓉市区打造的一个具有浓浓华族文化气息的旅游景点。萧隆兴街在1970年易名之前称作新加坡街（Singapore Street），早期为杂货店、中药铺的集聚地。
- 圣母往见堂（Church of the Visitation）

是一座建于1848年的天主教堂，占地2英亩，周围环境宁静优美。教堂的设计受到新天主教建筑风格的启发，内部设有历史悠久的牧区房屋、领报堂礼堂和培育中心。主堂装饰有马赛克和彩色玻璃窗，为祈祷增添了一份神圣与平和的氛围。
- 芙蓉兴都古庙（Sri Balathandayuthapani Temple）

建立于1870年代，早期以简陋的锌屋顶建成。为了建设芙蓉-波德申的铁路，英殖民政府在印度南部招聘大批劳工，逐渐促使了印度寺庙的扩建。在1893年，该寺庙改用砖块、混凝土和瓦片等更坚固的材料重建，成为印度同胞进行宗教敬拜和文化习俗的重要场所。
- 芙蓉火车站
- 英皇乔治五世国民中学 (King George V School)

学校于英殖民时期1923年创校，并于1928年开课，与圣保罗学校（St. Paul Institution）同样为百年历史的英校。圣保罗学校的旧址为现在的森州基金局大楼（Bangunan Yayasan N.S.）和金源大厦（Wisma Puncak Emas）。
- 芙蓉市议会

- 芙蓉Prima广场（Seremban Prima Mall）

- 棕榈商场（Seremban Palm Mall）

- 森美兰博物馆

### 沉香區 (Temiang)
沉香區位於芙蓉市區北部的一個小區。
- 曾敏兴医生路 (Jalan Dr. Chan Min Hin）

原名为沉香路（Jalan Temiang），为沉香区主要的一条大路，能够北上连接沉香-班底路（加影-芙蓉大道的枢纽），南下则连接芙蓉市区的Jalan Tun Dr Ismail，路段全程长达3.38公里。沉香路被易名是为了缅怀曾敏兴医生，并且肯定其对芙蓉及国家的贡献。
- 客家文化博物馆

博物馆的建立是为了传承文化，人人有责，社区才会打造为文化社会，和谐安乐，而文化带动本地的旅游价值，以文化带动经济，经济亦带动文化
- 芙蓉东天宫

东天宫（又称福兴南社）是全国唯一的族庙，而此类的族庙在新加坡、印尼及汶莱各有一间，只有祖籍福建莆田涵江区石庭村石庭宫黄氏家族及后代，才能成为入室弟子或理事会成员。如今时代变迁，神庙已经开放给所有信徒入庙祭祀。
- 梅江五属会馆

森美兰梅江五属会馆建筑物以英殖民时期（British Raj）风格取胜，成为首个获州政府维护及提升文化古迹基金会的华团。
- 蜈蚣山天师宫

芙蓉沉香天师宫庙在1864年建竣，在蜈蚣圣山之上，倚山而建，俯视整个芙蓉。天师宫庙座落之处的高度是127尺，其特色为被青翠山林怀抱。

### 羅白區（Lobak）
位於芙蓉市沿着丹斯里马尼加华沙甘路（Jalan Jalan Tan Sri Manickavasagam）至羅白路（Jalan Lobak）以及威鲁路（Jalan Veloo）的周边的區域範圍。
- Arena Seremban

一个綜合發展区，里面涵盖辦公樓、酒店、商鋪、多元用途體育館、高級服務式公寓。

### 亚沙 (Rasah)
亚沙区位于芙蓉旧城区的南部地区。南临为万茂区，西临为芙蓉新城区，东临则是拉杭新村及新那旺。
- 亚沙新村

- 芙蓉端姑嘉化医院

- 仙四师爷千古庙

### 拉杭 (Rahang)
位於芙蓉市东南边沿着的拉杭律（Jalan Rahang）以及洛律（Jalan Tok Ungku，旧称：Loop Road）周边的區域範圍。
- 华南茶室

该茶室以其咖喱叻沙为名，也是芙蓉人家喻户晓的老字号。坐落在Jalan Tuanku Antah（拉杭律上段）的一排店屋。
- 芙蓉梅岭志元堂

是一座位于梅岭镇（Taman Bunga Blossom）的庙宇，是马来西亚30余间三教祠、堂中的佼佼者，实践三教合一，供奉儒、释、道三教神祗与圣贤，宏扬三教的教义与精神。该庙主殿“志元堂”是号称全东南亚最大转运八卦，转运八卦也是这里的“镇堂之宝”。
- 新那旺火车站

### 暗邦彦区 (Mukim Ampangan)
是位于芙蓉市区东北部的一个区域。主要由三大区域所组成：小甘密（Sikamat）、暗邦彦城（Ampangan Utama）和芭蕾（Paroi）。
- 小甘密

范围在小甘密路（Jalan Sikamat，现今正式名称为Jalan Datuk Sheikh Mohd Murtadza Ahmad）周边的住宅区。
- 暗邦彦城

位于小甘密和芭蕾之间的一个区域，聚焦在瓜拉庇劳路上端约2.5公里范围内的住宅区。该地区有安邦岸城市转型中心(UTC)、芙蓉县教育局以及森美兰国际高尔夫球俱乐部。
- 芭蕾

位于芙蓉市西北末端的一个小区，也是加影—芙蓉大道的末端，并且设有收费站。南侧为新那旺的绿峰岭，西侧为前往丹绒怡保的瓜拉庇劳路（Jalan Kuala Pilah），北侧则是班底区（Pantai）。区域内有华人新村，也有一所以该新村名字命名的华文小学。

### 大阳镇 （Taman Bukit Kepayang）
或称作武吉甲巴央，是位于芙蓉新城与旧城之间的一个小区。内部由大阳镇商业区Kepayang Commerce Square及Kepayang Sentral和住宅区所组成。当地有一座印度山（Kepayang Hill）吸引不少登山者前来观望。

### 新那旺(Senawang)
位於芙蓉市东南部的一个工业区。当地经济主要以制造业和工业生产为基础，包括轻工业、中型工业、半导体、电气与电子（E&E）以及重工业。该城镇周围建有许多工业区，聚集了全球知名企业的工厂，如三星SDS、Onsemi和NXP半导体公司。此外，服务业也为实乃旺的发展做出了贡献。随着人口不断的迁移，周边地区也发展了不少住宅区，形成了一个城镇。该范围地区涵盖在新那旺路(Jalan Senawang)周边的住宅花园、绿峰岭（Forest Height）、Jalan Senawang-Paroi范围的住宅花园以及淡边路（Jalan Tampin）西侧的整个范围。

### 龙城区(Seremban Jaya)
位於芙蓉市东南端的一个住宅区。主要有两个住宅花园：龙城花园（Taman Seremban Jaya）及芙蓉南城（Bandar Seremban Selatan）所组成。

### 万茂区(Mambau)
位于芙蓉市区南部15公里处。这个小镇靠近宁宜河（Sungai Linggi）河岸，该河在15世纪是主要的贸易通道，并在18世纪成为锡矿贸易的重要路线。万茂（Mambau）是芙蓉至波德申（Seremban-Port Dickson）铁路线路的重要停靠点。

## 芙蓉新城
芙蓉新城（Seremban 2）是一座卫星城市，位于芙蓉市中心（旧城区）东南方约4公里处。该区域坐落在南北大道西侧，是一个规划完善的城市。该地区原本为油棕种植园，但为了缓解旧城区城市发展的饱和程度而选择建立一个更有秩序的地方。芙蓉新城开设了不少新型的购物中心如永旺购物商场（Aeon）、莲花超市（Lotus）以及迈丁霸市（Mydin）等，称为芙蓉居民购物的首选购物中心。芙蓉新城内有规划地分了商业区和住宅区，其中包括：

### 商业区
- Oakland Commercial Centre
- Uptown Avenue，B
- Biz Avenue，B
- Lakeview Square，B
- City Centre，D

### 住宅区
- S2 Heights
- Rasah Kemayan
- Vision Homes，K
- Pearl 132，K
- Green Street Homes, G
- Harmonium Indah
- Aviva Green，A
- Central Park，A
- Emerald Park，A
- Sri Carcosa，J
- Park Avenue，H
- Garden Avenue，G
- Acacia Seremban 2，D
- Garden City Homes，D
- Garden Homes，E，F
- Arowana Indah，E
- Arowana Impian

## 飲食

芙蓉大巴刹

芙蓉大巴刹备有美食广场售卖特色中式早午餐

芙蓉燒包
新儒记牛腩粉
滔記客家麵
姨婆老鼠粉
芙蓉燒螃蟹
再豐茶室的鑽石海南雞飯更是以貴為著名。

## 交通

芙蓉車站

芙蓉市区的免费巴士

城内公共交通包括马来亚铁道通勤铁路（KTM Komuter）、电车系统，以及数个巴士与出租车服务。时任交通部部长陆兆福宣佈，为了方便住在芙蓉工作在吉隆坡的市民，交通部要求马来亚铁道公司（KTMB）重启芙蓉往返吉隆坡中环交通综合总站的直通快捷电动火车服务（Commuter Express），並从2018年7月25日开始实行。

## 旅游景点

芙蓉文化街

- 沉香岛 - 蜈蚣山 - 天师宫
- 皇家山
- 城市公园

## 名人
Category:芙蓉人

## 姐妹城市
芙蓉有了三个姐妹城市。
- 万隆, 印尼
- 武吉丁宜, 印尼[6]
- 巴东, 印尼